# Ingeniøren

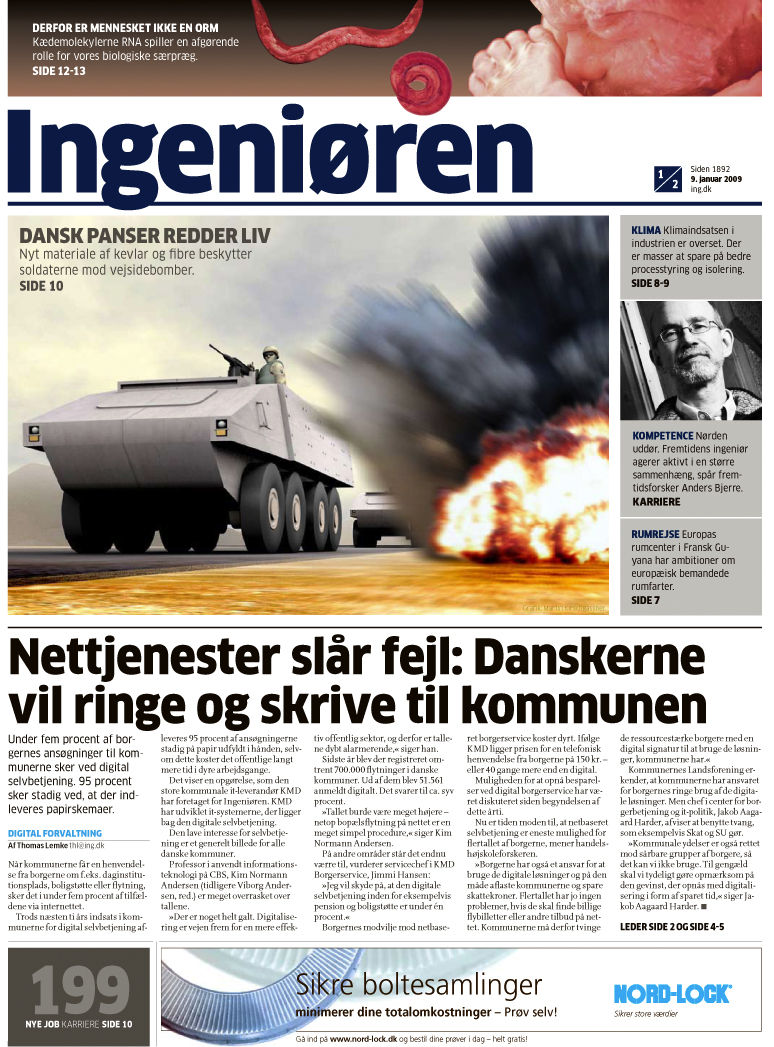
Tidningens framsida den 9 januari 2009

Ingeniøren (Ingenjören) är en dansk facktidning som innehåller ingenjörsrelaterade ämnen. Tidningen har en upplaga på 65 000. Många danska ingenjörer får tidningen hemsänd varje fredag genom sitt medlemskap i det danska fackförbundet för ingenjörer.

## Webblats
Ingeniøren har en egen webbplats, ing.dk, som vid dess start i december 1994 var ett av Danmarks första webbplatser. Förutom artiklar innehåller webbplatsen debattforum och jobbannonser.
2006 började tidningen satsa mycket på bloggar, behandlande ämnen såsom naturvetenskap, teknik, mjukvara, bilar och energi, samtidigt som IT fick en egen tidning, med tillhörande hemsida och blogg.
Under 2007 uppdaterades webbplatsen med nytt CMS-system och layout.